# Anneberg (Halland)
Anneberg is een plaats in de Zweedse gemeente Kungsbacka in de provincie Hallands län en het landschap Halland. De plaats heeft 1398 inwoners (2005) en een oppervlakte van 109 hectare.